# امپنترین
امپنترین (به انگلیسی: Empenthrin) یک ترکیب شیمیایی با شناسه پاب‌کم ۶۴۳۴۴۸۸ است. 